# Kalmia procumbens
Kalmia procumbens là một loài thực vật có hoa trong họ Thạch nam. Loài này được (L.) Gift & Kron ex Galasso, Banfi & F. Conti mô tả khoa học đầu tiên năm 2005.

## Hình ảnh

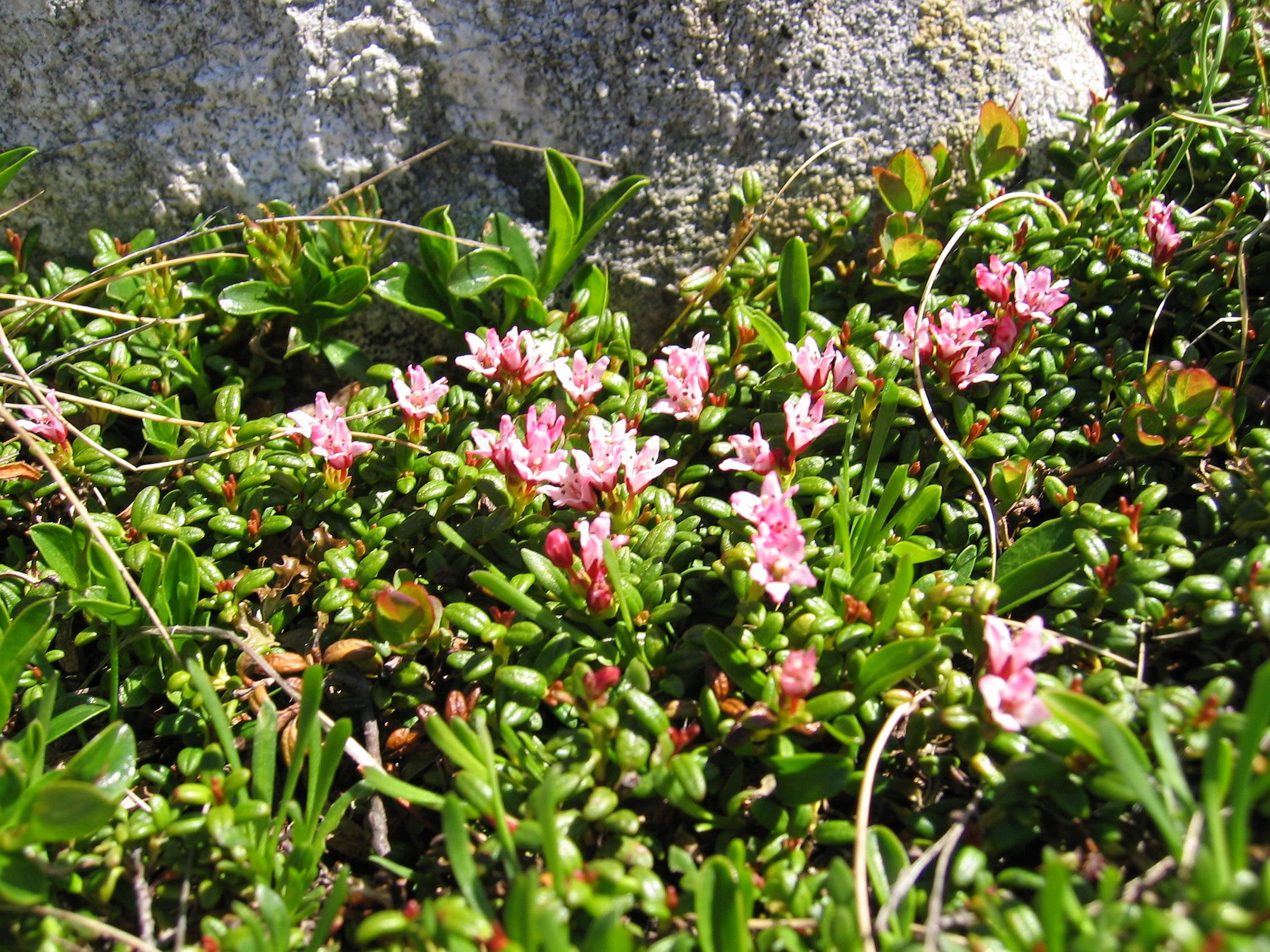
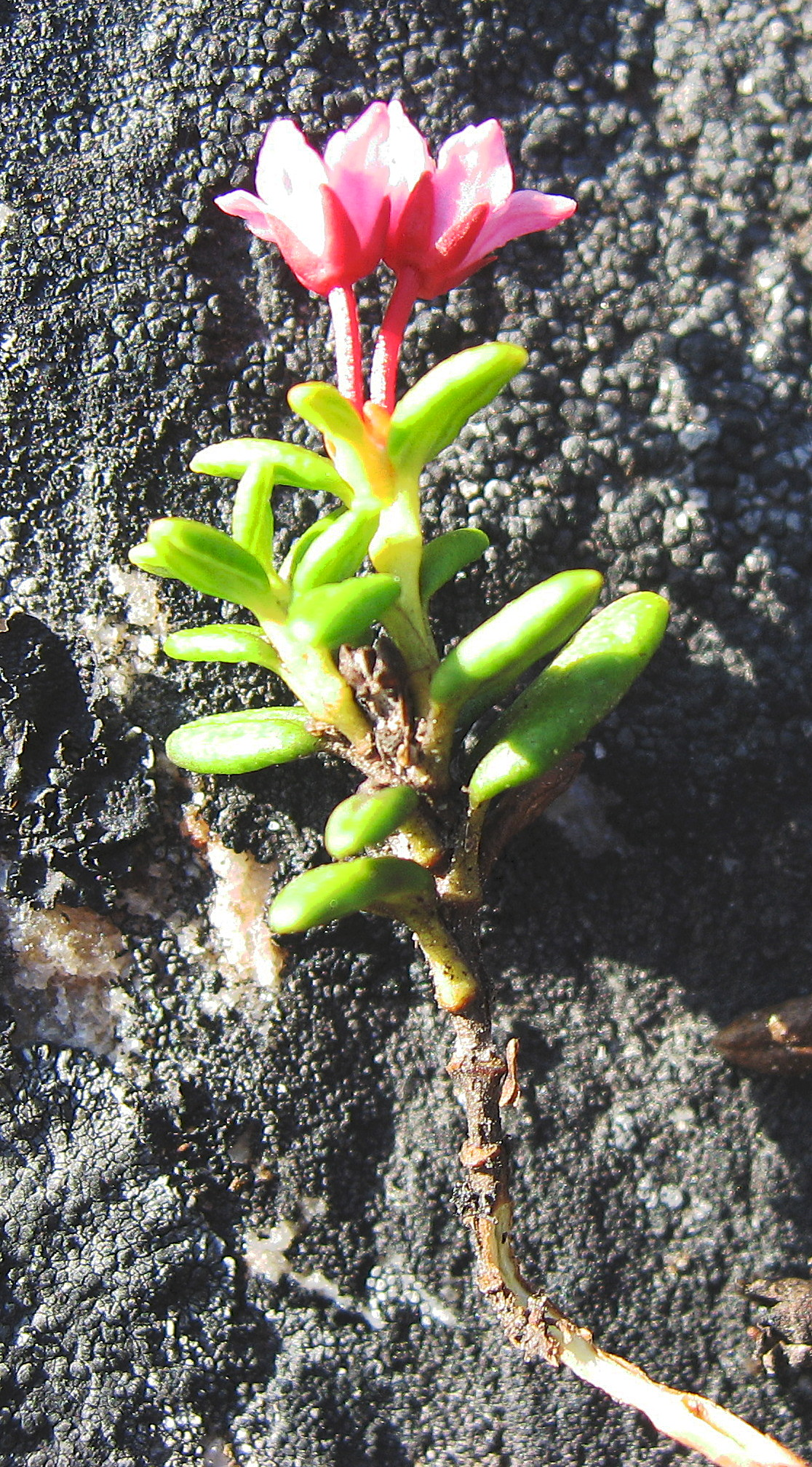
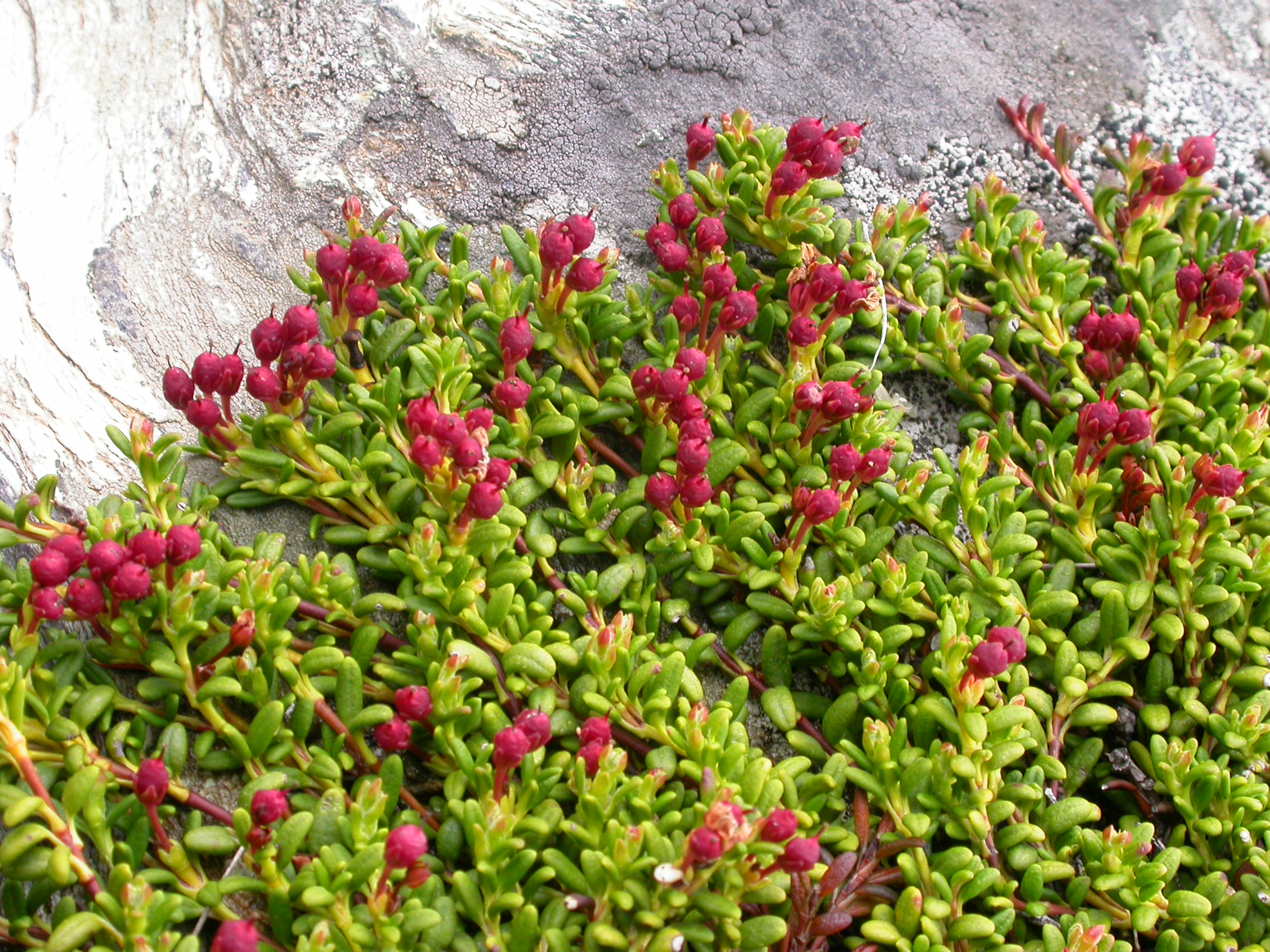